# Emmesomyia grisea
Emmesomyia grisea este o specie de muște din genul Emmesomyia, familia Anthomyiidae. A fost descrisă pentru prima dată de Robineau-desvoidy în anul 1830. Conform Catalogue of Life specia Emmesomyia grisea nu are subspecii cunoscute.